# Armand Dutertre
Boleslas Camille Pluciński dit Armand Dutertre, né le 17 juillet 1854 à Lublin (Pologne) et mort à Nice le 31 mai 1932, est un acteur français d'origine polonaise.
Il fut pensionnaire de l’Odéon, puis régisseur du Théâtre de Reims en 1898 et 1899. Il devint professeur de déclamation au conservatoire de Nice et fut également acteur de cinéma de 1913 à 1929. Il repose au cimetière de Cannes.

## Biographie
Né Boleslaw Kamil Pluciński, il est le fils d'Apolinary Pluciński (1829-1883) qui était un insurgé polonais, l'un des organisateurs de l'insurrection de la ville de Lublin en janvier 1863.
Pluciński a passé son enfance à Lublin où il a été baptisé le 23 juillet 1854, dans la cathédrale. À la suite de l'insurrection de 1863 la famille de Pluciński décide de quitter le pays. Le jeune Boleslas arrive à Paris à l'âge de 9 ans. Son père commence à travailler en tant que professeur à l’École polonaise des Batignolles puis il devient président de "Czytelnia Polska". Ils s'installent dans un appartement au 81 rue Truffaut à Paris.
Armand Dutertre, son nom d'artiste avec lequel il a entamé sa carrière au Théâtre de l'Odéon, il est aussi présent sur les scènes du Théâtre des Fantaisies- Parisiennes, du Théâtre Marginy ou des Batignolles à Paris. Par ailleurs il joue au Palais Rémois à Reims.
Après avoir joué dans plusieurs théâtres et atteint la renommée, Dutertre eut l'occasion de devenir metteur en scène. Monsieur George Berge, ex-pensionnaire du théâtre Sarah-Bernhardt, directeur du théâtre du Caire a engagé Dutertre en tant que metteur en scène.
Armand Dutertre croyait profondément au rôle éducatif du théâtre. À Nice il travailla durant 15 en tant que professeur ainsi qu'il enseignait le métier de comédien à la Villa Thiole - la plus ancienne école des beaux-arts de la Ville de Nice.
Dans "Le Progrès Théâtrale" il a publié un article minutieux dans lequel nous pouvons découvrir son respect pour son métier et l'art du théâtre.
Armand Dutertre a été un acteur recherché pour la réalisation de nombreux films. Il a tourné plus particulièrement avec Léonce Perret et Rex Ingram. Il a joué dans 35 films. Quelques-unes sont disponibles à la Cinémathèque française à Paris.
En ce qui concerne la vie privée, Armand Dutertre a été marié deux fois. Sa première femme, née Maria Brzezicka, était une pianiste polonaise qui fit sa carrière en France. Après la mort de sa femme et de ses deux enfants, il épousa une ouvrière de fabrique de Saint-Quentin.
Le 31 mai 1932 à l'âge de 78 ans Boleslaw Kamil Pluciński dit Armand Dutertre après une crise d’urémie termine sa vie sur un lit d'hôpital. Son enterrement eut lieu à Cannes au cimetière du Grand Jas le 2 juin 1932. Armand Dutertre repose dans un tombeau en marbre blanc auprès de sa mère et de sa première épouse.

## Filmographie
- 1913 : L'Ange de la maison de Léonce Perret
- 1913 : La Mariquita d'Henri Fescourt
- 1913 : Les Fiancés de l'air de Léonce Perret
- 1913 : Léonce et les Écrevisses de Léonce Perret
- 1913 : Un drame de l'air de René Le Somptier
- 1914 : La Châtelaine de Louis Feuillade
- 1914 : Chef d'école de René Le Somptier
- 1914 : Léonce aux bains de mer de Léonce Perret
- 1914 : Madame Corentine de Maurice Mariaud
- 1914 : Au fond du cœur de René Le Somptier
- 1915 : L'Angélus de la victoire de Léonce Perret
- 1915 : Autour d'une bague de Gaston Ravel
- 1915 : Le Héros de l'Yser de Léonce Perret
- 1915 : Une page de gloire de Léonce Perret
- 1916 : Dernier Amour de Léonce Perret
- 1916 : Le Retour du passé de Léonce Perret
- 1916 : L'Empreinte du passé de Léonce Perret
- 1917 : Au paradis des enfants de Charles Burguet
- 1917 : La Fugue de Lily de Louis Feuillade
- 1919 : La nouvelle aurore d'Émile-Édouard Violet
- 1919 : La Sultane de l'amour de René Le Somptier et Charles Burguet
- 1920 : Tristan et Yseult de Maurice Mariaud
- 1920 : La Vengeance de Mallet de Marc Gérard
- 1921 : L'Homme aux trois masques d'Émile Keppens
- 1921 : Mathias Sandorf d'Henri Fescourt
- 1922 : Le Démon de la haine de Léonce Perret
- 1923 : Credo ou la Tragédie de Lourdes de Julien Duvivier
- 1923 : La Nuit d'un vendredi 13 de Gennaro Dini
- 1924 : Le Signe de la mort de Georges Gauthier
- 1925 : La Neuvaine de Colette de Georges Champavert
- 1927 : Le Jardin d'Allah (The Garden of Allah) de Rex Ingram
- 1928 : La Danseuse Orchidée de Léonce Perret
- 1928 : La Possession de Léonce Perret
- 1929 : Les Mufles de Robert Péguy